# Guzkowski (herb szlachecki)

Herb w opracowaniu graficznym Tadeusza Gajla

Guzkowski, Gużkowski (Lubicz [odmienny]) − polski herb szlachecki z nobilitacji, odmiana herbu Lubicz.

## Opis herbu
Opis z wykorzystaniem klasycznych zasad blazonowania:
W polu czerwonym podkowa srebrna ocelami do dołu, pomiędzy nimi gwiazda złota, na barku krzyż kawalerski srebrny. Klejnot: nad hełmem w koronie ramię zbrojne nad którego przegięciem w łokciu gwiazda jak w godle.
Czerwone pole herbu wymienia się w oryginalnym opisie z dokumentu nobilitacyjnego. Nie precyzuje się tam rodzaju broni jakie trzyma ramię. Seweryn Uruski podaje pole błękitne. Juliusz Karol Ostrowski na ilustracji umieścił jako oręż trzymany przez ramię szablę, ale w opisie podał miecz. Adam Boniecki na swojej ilustracji umieścił szablę.

## Najwcześniejsze wzmianki
Nadany braciom Jakubowi i Mateuszowi Guzkowskim 9 kwietnia 1776 roku. 

## Herbowni
Jedna rodzina herbownych (herb własny):
Guzkowski. Adam Boniecki podaje alternatywne zapisy tego nazwiska jako Guszkowski i Gużkowski. Tadeusz Gajl podaje ponadto nazwiska Guz, Guż, Guź.